# Anaplecta erythronota
Anaplecta erythronota är en kackerlacksart som beskrevs av Robert Walter Campbell Shelford 1908. Anaplecta erythronota ingår i släktet Anaplecta och familjen småkackerlackor.
Artens utbredningsområde är Sri Lanka. Inga underarter finns listade i Catalogue of Life.